# Sphenomegacorona
Een sphenomegacorona is in de meetkunde het johnson-lichaam J88.
Het is een van de negen johnsonlichamen die niet ontstaan door te beginnen met de regelmatige veelvlakken en archimedische lichamen, daar delen van te nemen, zodat weer een johnsonlichaam ontstaat, en al deze lichamen, met daarbij nog de prisma's en antiprisma's, te combineren.
- (en)  MathWorld. Sphenomegacorona.